# Swiss Indoors Basel 2014 - Qualificazioni singolare
Le qualificazioni del singolare  dello  Swiss Indoors Basel 2014 sono state un torneo di tennis preliminare per accedere alla fase finale della manifestazione. I vincitori dell'ultimo turno sono entrati di diritto nel tabellone principale. In caso di ritiro di uno o più giocatori aventi diritto a questi sono subentrati i lucky loser, ossia i giocatori che hanno perso nell'ultimo turno ma che avevano una classifica più alta rispetto agli altri partecipanti che avevano comunque perso nel turno finale.

## Teste di serie
1. Jan-Lennard Struff (primo turno)
2. Víctor Estrella Burgos (primo turno)
3. Robin Haase (ultimo turno)
4. Simone Bolelli (Qualificato)

## Qualificati
1. Pierre-Hugues Herbert
2. Gastão Elias

1. Kenny de Schepper
2. Simone Bolelli

## Tabellone

### Sezione 1
|  | Primo turno | Primo turno           | Primo turno           | Primo turno | Primo turno |  |  | Ultimo turno | Ultimo turno          | Ultimo turno          | Ultimo turno          | Ultimo turno |  |
|  |             |                       |                       |             |             |  |  |              |                       |                       |                       |              |  |
|  | 1           | Jan-Lennard Struff    | Jan-Lennard Struff    | 5           | 62          |  |  |              |                       |                       |                       |              |  |
|  |             | Pierre-Hugues Herbert | Pierre-Hugues Herbert | 7           | 7           |  |  |              | Pierre-Hugues Herbert | Pierre-Hugues Herbert | Pierre-Hugues Herbert | 2            |  |
|  |             | Dudi Sela             | 6                     | 5           | 6           |  |  | 5            | Paul-Henri Mathieu    | Paul-Henri Mathieu    | Paul-Henri Mathieu    | 3r           |  |
|  | 5           | Paul-Henri Mathieu    | 4                     | 7           | 78          |  |  |              |                       |                       |                       |              |  |

### Sezione 2
|  | Primo turno | Primo turno            | Primo turno            | Primo turno | Primo turno |  |  | Ultimo turno  | Ultimo turno  | Ultimo turno | Ultimo turno | Ultimo turno |  |
|  |             |                        |                        |             |             |  |  |               |               |              |              |              |  |
|  | 2           | Víctor Estrella Burgos | Víctor Estrella Burgos | 4           | 4           |  |  |               |               |              |              |              |  |
|  |             | Nicolas Mahut          | Nicolas Mahut          | 6           | 6           |  |  | Nicolas Mahut | Nicolas Mahut | 1            | 7            | 67           |  |
|  |             | Gastão Elias           | Gastão Elias           | 7           | 6           |  |  | Gastão Elias  | Gastão Elias  | 6            | 62           | 79           |  |
|  | 8           | Marcos Baghdatis       | Marcos Baghdatis       | 65          | 3           |  |  |               |               |              |              |              |  |

### Sezione 3
|  | Primo turno | Primo turno       | Primo turno     | Primo turno | Primo turno |  |  | Ultimo turno | Ultimo turno      | Ultimo turno      | Ultimo turno | Ultimo turno |  |
|  |             |                   |                 |             |             |  |  |              |                   |                   |              |              |  |
|  | 3           | Robin Haase       | Robin Haase     | 6           | 7           |  |  |              |                   |                   |              |              |  |
|  | WC          | Henri Laaksonen   | Henri Laaksonen | 3           | 64          |  |  | 3            | Robin Haase       | Robin Haase       | 4            | 4            |  |
|  |             | Kenny de Schepper | 6               | 3           | 6           |  |  |              | Kenny de Schepper | Kenny de Schepper | 6            | 6            |  |
|  | 7           | Tatsuma Itō       | 3               | 6           | 3           |  |  |              |                   |                   |              |              |  |

### Sezione 4
|  | Primo turno | Primo turno           | Primo turno           | Primo turno | Primo turno |  |  | Ultimo turno | Ultimo turno          | Ultimo turno | Ultimo turno | Ultimo turno |  |
|  |             |                       |                       |             |             |  |  |              |                       |              |              |              |  |
|  | 4           | Simone Bolelli        | 7                     | 4           | 6           |  |  |              |                       |              |              |              |  |
|  | WC          | Lucas Pouille         | 5                     | 6           | 2           |  |  | 4            | Simone Bolelli        | 3            | 6            | 6            |  |
|  | WC          | Yann Marti            | Yann Marti            | 3           | 2           |  |  | 6            | Andreas Haider-Maurer | 6            | 4            | 3            |  |
|  | 6           | Andreas Haider-Maurer | Andreas Haider-Maurer | 6           | 6           |  |  |              |                       |              |              |              |  |